# Liste der Kulturdenkmäler in Andernach
In der Liste der Kulturdenkmäler in Andernach sind alle Kulturdenkmäler der rheinland-pfälzischen Stadt Andernach einschließlich der Stadtteile Eich, Kell (mit Bad Tönisstein), Miesenheim und Namedy aufgeführt. Grundlage ist die Denkmalliste des Landes Rheinland-Pfalz (Stand: 27. Oktober 2023).

## Andernach

### Denkmalzonen
| Bezeichnung                                  | Lage | Baujahr                     | Beschreibung | Bild |
| -------------------------------------------- | --- | --------------------------- | --- | --- |
| Denkmalzone Altstadt                         | Eisengasse (alle Nummern), Hochstraße 11–75 (ungerade Nummern), 6-84 (gerade Nummern), Mauerstraße 12 und 14, Holzgasse 14, Schaarstraße 1, 2–10 (gerade Nummern), Kirchgasse 15–23 (ungerade Nummern), 12–32 (gerade Nummern), Kirchgäßchen (alle Nummern), Kramgasse 2, 4, 21 und 23, Markt (alle Nummern), Marktgasse (alle Nummern), Rheinstraße (alle Nummern) mit Rheintor, Steinweg 1–31 (alle Nummern) Lage |                             | Bereich innerhalb der Stadtmauer, in dessen großteils geschlossenem, wenn auch abschnittsweise modern überformtem Baubestand zwischen Spätmittelalter und 19. Jahrhundert die historischen stadträumlichen Bezüge am besten nachzuvollziehen sind | [[Vorlage:Bilderwunsch/code!/C:50.438839,7.39924!/D:Eisengasse (alle Nummern), Hochstraße 11–75 (ungerade Nummern), 6-84 (gerade Nummern), Mauerstraße 12 und 14, Holzgasse 14, Schaarstraße 1, 2–10 (gerade Nummern), Kirchgasse 15–23 (ungerade Nummern), 12–32 (gerade Nummern), Kirchgäßchen (alle Nummern), Kramgasse 2, 4, 21 und 23, Markt (alle Nummern), Marktgasse (alle Nummern), Rheinstraße (alle Nummern) mit Rheintor, Steinweg 1–31 (alle Nummern),!/\|BW]] |
| Denkmalzone Am Stadtgraben                   | Am Stadtgraben 11–17 (ungerade Nummern) Lage | um 1900                     | Gruppe von vier Wohnhäusern, um 1900 | Fotos hochladen |
| Denkmalzone Erzbischöflich-Kurkölnische Burg | Koblenzer Straße, Hindenburgwall Lage | nach 1167                   | ursprünglich Wasserburg; südlichste Festung der Kölner Erzbischöfe, in die Stadtbefestigung miteinbezogen, aber auch gegen die Stadt durch Graben gesichert; wohl nach 1167 gegründet, 1331 erwähnt, 1359 von den Bürgern erobert, 1367 unter Erzbischof Engelbert wieder aufgebaut, letzte Erweiterung 1491–95 mit Flügelturm und Aufstockung des Bergfrieds, 1689 zerstört; ältere Bauteile (um 1370) aus Basaltlava, jüngere aus Bruchstein, Bergfried um 1370, Rundturm 1519, Palas größtenteils 1370; Reste der Ringmauer; Graben mit Zugbrücke; Relief | weitere Bilder Fotos hochladen |
| Denkmalzone Friedrichstraße                  | Friedrichstraße 1–13 (ungerade Nummern) Lage | Ende des 19. Jahrhunderts   | Zeile von späthistoristischen Doppel- und Einzelhäusern, Ende des 19. Jahrhunderts und um 1900 | Fotos hochladen |
| Denkmalzone Jüdischer Friedhof               | Koblenzer Straße Lage | um 1880/90                  | an den christlichen Friedhof angrenzend; um 1880/90 angelegtes, ummauertes Areal mit 73 Grabsteinen, mehrheitlich aus dem 19. und 20. Jahrhundert | weitere Bilder Fotos hochladen |
| Denkmalzone Karlstraße                       | Karlstraße 1–11 Lage | 1920er Jahre                | Blockbebauung mit neuklassizistischen Bauten der 1920er Jahre | BW |
| Denkmalzone Landsegnung                      | Landsegnung 18–36 und 21–33 Lage |                             | Wohnanlage des Andernacher Bauvereins eG; Bauten mit kleinen Giebelrisaliten, Eckerkern, vortretenden Erkern, Zwerchhäusern | BW |
| Denkmalzone Malzfabrik Weissheimer           | Schaarstraße 1/3 Lage | ab 1731                     | Verwaltungstrakt 1934 (ehemaliges Laborgebäude); Fachwerkhaus, teilweise massiv, bezeichnet 1747, im Kern wohl mittelalterlich; Putzbau, wohl vom Ende des 19. Jahrhunderts; Villa Weissheimer, bezeichnet 1731, großer Garten und Gartenhäuschen | weitere Bilder Fotos hochladen |
| Denkmalzone Saarlandstraße/St. Thomaser Hohl | Saarlandstraße 2–14 (gerade Nummern), St. Thomaser Hohl 32–50 (gerade Nummern) Lage | 1920/30er Jahre             | Wohnanlage; geschlossenes Areal, teilweise Bauten mit expressionistischen Motiven, 1920/30er Jahre (?) | BW |
| Denkmalzone Stadtmauer                       | | frühes 12. Jahrhunderts     | von der römischen Mauer Mauerzüge im Nordwesten, Westen und Südwesten großteils erhalten als Fundament der mittelalterlichen Anlage des frühen 12. Jahrhunderts; 1249 östliches Stadttor erweitert, nach 1300 Graben erneuert, im 17. Jahrhundert zahlreiche Zerstörungen; Runder Turm 1440–53, mit zugehörigen Stadtmauerteilen; Rest der Stadtmauer, Mauer an der Liebfrauenkirche ein kurzes Stück unterbrochen; Kornpforte oder Rheintor, Konrad-Adenauer Straße/Rheinstraße, um 1200, ältestes Doppeltor am Rhein, Zwingervorbau trapezförmiger Grundriss, stadtseitiges Tor alt, im Innenhof die beiden „Bäckerjungen“, wohl große stehende Krieger, stark verwittert; polygonaler Treppenturm mit welscher Haube, Außentor der Rheinseite zwei Erkertürmchen, Treppengiebel und hohes Pyramidaldach, 16. oder 17. Jahrhundert, 1899 bis zum Bogenansatz abgetragen und neu errichtet; am Rhein an der Südecke „Bollwerk“ mit Durchfahrt, 1659–61; darin kleine Kapelle mit barockem Relief; darauf Kriegerdenkmal, kreisförmige Bogenstellung von Bildhauer Franz Brantzky, Köln; am Rhein „Siegfried“-Skulptur; „Burgpforte“ oder „Koblenzer Tor“, im Kern romanischer Turmstumpf, im 15. Jahrhundert erneuert, 1689 zerstört; anschließende Stadtmauer mit „Hindenburgwall“ (entspricht dem Graben); in die Stadtmauer integrierte Burg (siehe dort); Pulverturm der Stadtmauer; Obere Wallgasse 31a: Turm an der Innenseite; an Nr. 33 „Ottenturm“; Abschnitt am Unteren Wallgraben mit Rundturm; Kopie des Grabsteins des Firmus († 50 nach Christus); an der Unteren Wallstraße Öffnung zum Marktplatz; Balduinstraße/Untere Wallstraße: Mauer; Hahnengässchen 3: Stadtmauerturm; Nr. 5 „Kurtmanns Erker“ | weitere Bilder Fotos hochladen |
| Denkmalzone Wilhelmstraße                    | Wilhelmstraße 6–12 (gerade Nummern) Lage | Anfang des 20. Jahrhunderts | Gruppe von Jugendstil-Wohnhäusern, Anfang des 20. Jahrhunderts | Fotos hochladen |

### Einzeldenkmäler
| Bezeichnung                                            | Lage                                        | Baujahr                            | Beschreibung | Bild                                    |
| ------------------------------------------------------ | ------------------------------------------- | ---------------------------------- | --- | --------------------------------------- |
| Wohnhaus                                               | Agrippastraße 13 Lage                       | 1899                               | katholisches Pfarrhaus; neugotischer Krüppelwalmdachbau, Tuffquader, 1899 | weitere Bilder Fotos hochladen          |
| Wohnhaus                                               | Aktienstraße 10 Lage                        | um 1900/10                         | Putzbau mit reichem Giebelrisalit, Jugendstil, um 1900/10 | Fotos hochladen                         |
| Wohnhaus                                               | Aktienstraße 12 Lage                        | 1900                               | Putzbau, 1900 | weitere Bilder Fotos hochladen          |
| Landeskrankenhaus                                      | Aktienstraße 54 Lage                        | 1872–76                            | psychiatrische Klinik; neuromanische Dreiflügelanlage, 1872–76; Putzbauten, um 1900; Gesamtanlage | BW                                      |
| Krahnenberg-Kaserne: Baracke                           | Aktienstraße 87 Lage                        | 1937                               | Traditionsbaracke der 1956 hier gegründeten Bundeswehr auf dem Gelände der Krahnenbergkaserne; 1937 als Gebäude des Luftwaffenlazaretts I/XII "Hermann Göring" erbaut | weitere Bilder Fotos hochladen          |
| Katholische Pfarrkirche St. Albert                     | Albertstraße 2 Lage                         | 1952–54                            | langgestreckter Saalbau in Bruchsteinmauerwerk mit Glockenturm und Taufkapelle, 1952–54, Architekt Rudolf Schwarz, Köln; Bleiglasfenster 1963 von Wilhelm Geyer, Ulm; Eisenportale 1954 von Ewald Mataré, Düsseldorf; barockes Portal des Vorgängerbaus                                                                                    | Fotos hochladen                         |
| Wohnhaus                                               | Am Stadtgraben 11 Lage                      | um 1900/10                         | jugendstilartiger Putzbau, um 1900/10 | Fotos hochladen                         |
| Wohnhaus                                               | Am Stadtgraben 13 Lage                      | um 1900                            | Backsteinbau, teilweise Fachwerk, um 1900 | weitere Bilder Fotos hochladen          |
| Wohnhaus                                               | Am Stadtgraben 15 Lage                      | Anfang des 20. Jahrhunderts        | Jugendstilbau, Anfang des 20. Jahrhunderts | weitere Bilder Fotos hochladen          |
| Wohnhaus                                               | Am Stadtgraben 17 Lage                      |                                    | Putzbau mit Backstein-Erdgeschoss, neubarockes Giebelfeld | weitere Bilder Fotos hochladen          |
| Wohnhaus                                               | Bismarckstraße 1 Lage                       | um 1900                            | zweieinhalbgeschossiger Putzbau, um 1900; davor Nische, bezeichnet 1932 | Fotos hochladen                         |
| Wohnhaus                                               | Bismarckstraße 4 Lage                       | Mitte des 19. Jahrhunderts         | Schieferbruchsteinbau, Walmdach, Mitte des 19. Jahrhunderts | Fotos hochladen                         |
| Wohnhaus                                               | Bismarckstraße 12/14 Lage                   | 1786                               | Putzbau mit Fachwerkdrempel im Schweizer Stil, 1786, 1896 überformt | Fotos hochladen                         |
| Kreuz                                                  | Bismarckstraße, Ecke Martinsbergstraße Lage | 18. oder 19. Jahrhundert           | Kreuz, wohl aus dem 18. oder 19. Jahrhundert | Fotos hochladen                         |
| Wohnhaus                                               | Breite Straße 2a Lage                       | um 1910                            | abgerundeter Putzbau, Heimatstil, um 1910 | Fotos hochladen                         |
| Wohnhaus                                               | Breite Straße 19 Lage                       | Ende des 19. Jahrhunderts          | Basaltbruchsteinhaus mit turmartigem Flügelbau, Ende des 19. Jahrhunderts | Fotos hochladen                         |
| Wohnhaus                                               | Breite Straße 67 Lage                       | um 1900                            | späthistoristischer Bau, um 1900 | Fotos hochladen                         |
| Windmühle                                              | Breite Straße, Ecke St. Thomaser Hohl Lage  | 18. Jahrhundert                    | Windmühlenturm des Klosters St. Thomas; Bruchstein, Basalt, Tuff, 18. Jahrhundert | Fotos hochladen                         |
| Katholische Hospitalkapelle St. Nikolaus und Elisabeth | Bürresheimer Gasse Lage                     | 1736–39                            | Kapelle des Annunziatenklosters, barocker Saalbau, 1736–39, Ausmalung um 1750 | weitere Bilder Fotos hochladen          |
| Wohnhaus                                               | Bürresheimer Gasse 27 Lage                  | 17. Jahrhundert                    | Fachwerkhaus, teilweise massiv, verputzt, Krüppelwalmdach, im Kern wohl aus dem 17. Jahrhundert | BW                                      |
| Wappen                                                 | Eisengasse, an Nr. 4 Lage                   |                                    | Wappen | Fotos hochladen                         |
| Wohnhaus                                               | Eisengasse 16 Lage                          | 17. oder 18. Jahrhundert           | dreigeschossiger Massivbau mit Fachwerkgiebel, 17. oder 18. Jahrhundert | BW                                      |
| Pestsäule                                              | Frankenstraße, vor Nr. 25 Lage              |                                    | Pestsäule, Basaltnische | weitere Bilder Fotos hochladen          |
| Wohnhaus                                               | Frankenstraße 39 Lage                       | 1920er Jahre                       | neubarocker Mansardwalmdachbau, 1920er Jahre | BW                                      |
| Wohnhaus                                               | Friedrichstraße 1 Lage                      | um 1900/10                         | Backsteinbau mit Sgraffitomalereien, um 1900/10 | BW                                      |
| Wohnhaus                                               | Friedrichstraße 5/7 Lage                    | 1905                               | späthistoristisches Doppelhaus, bezeichnet 1905 | BW                                      |
| Wohnhäuser                                             | Friedrichstraße 9/11 Lage                   | 1902                               | neugotische Giebelrisalithäuser, Nr. 9 Backstein, Nr. 11 bezeichnet 1902 | BW                                      |
| Wohnhaus                                               | Hahnengässchen 3 Lage                       | 17. oder 18. Jahrhundert           | Fachwerkhaus, teilweise massiv, verputzt, wohl aus dem 17. oder 18. Jahrhundert | BW                                      |
| Wohnhaus                                               | Hahnengässchen 15 Lage                      | 19. Jahrhundert                    | Putzbau, Fachwerk (?), 19. Jahrhundert | BW                                      |
| Villa                                                  | Hindenburgwall 6 Lage                       | 1898                               | späthistoristische Villa, teilweise Fachwerk, bezeichnet 1898 | BW                                      |
| Wohnhaus                                               | Hochstraße 1 Lage                           | 1898                               | villenartiger Putzbau, bezeichnet 1898 | Fotos hochladen                         |
| Schwarze Schule                                        | Hochstraße 2 Lage                           | 1865/66                            | Basaltquaderbau, 1865/66 | Fotos hochladen                         |
| Wohnhaus                                               | Hochstraße 8 Lage                           | 17. Jahrhundert                    | Krüppelwalmdachbau, im Kern wohl aus dem 17. Jahrhundert | Fotos hochladen                         |
| Wohnhaus                                               | Hochstraße 11 Lage                          | 19. Jahrhundert                    | zweiflügeliger Krüppelwalmdachbau, 19. Jahrhundert | Fotos hochladen                         |
| Wohn- und Gasthaus                                     | Hochstraße 18 Lage                          | spätes 18. Jahrhundert             | dreigeschossiger Mansardwalmdachbau, wohl noch aus dem 18. Jahrhundert | Fotos hochladen                         |
| Wohnhaus                                               | Hochstraße 20 Lage                          | 1574                               | Putzbau, bezeichnet 1574, im 18. Jahrhundert überformt | Fotos hochladen                         |
| Kolpinghaus                                            | Hochstraße 22 Lage                          | 1772                               | siebenachsiger Mansarddachbau, bezeichnet 1772 | weitere Bilder Fotos hochladen          |
| Wohn- und Geschäftshaus                                | Hochstraße 32 Lage                          | 16. oder 17. Jahrhundert           | spätklassizistischer Putzbau, im Kern aus dem 16. oder 17. Jahrhundert, Fassade aus der Mitte des 19. Jahrhunderts | Fotos hochladen                         |
| Wohn- und Geschäftshaus                                | Hochstraße 38 Lage                          | 18. Jahrhundert                    | Krüppelwalmdachbau, 18. Jahrhundert, im Kern älter | weitere Bilder Fotos hochladen          |
| Wohnhaus                                               | Hochstraße 42 Lage                          | Ende des 18. Jahrhunderts          | Mansarddachbau, Ende des 18. Jahrhunderts | Fotos hochladen                         |
| Wohnhaus                                               | Hochstraße, zu Nr. 42 Lage                  | 1750                               | am Steinweg gelegenes Fachwerkhaus, teilweise massiv, bezeichnet 1750; im Hof Mansarddachbau, Putzbau | BW                                      |
| Wohn- und Geschäftshaus                                | Hochstraße 49/51 Lage                       | 1898                               | späthistoristischer Bau, bezeichnet 1898 | Fotos hochladen                         |
| Wohn- und Geschäftshaus                                | Hochstraße 50 Lage                          | zweite Hälfte des 19. Jahrhunderts | spätklassizistischer Putzbau, zweite Hälfte des 19. Jahrhunderts | Fotos hochladen                         |
| Rathaus                                                | Hochstraße 54 Lage                          | 1561–74                            | zur Hochstraße Mansardwalmdachbau, 1561–74, Fassade und Obergeschoss 1781/88 überformt; Kramgasse 16: Treppengiebelbau, bezeichnet 1572; Portal zur Eisengasse bezeichnet 1702; Galerie zum Salzmagazin, Rest des ursprünglichen Rathauses, 1538–43, Rechteckbau, bezeichnet 1564; unter dem Ratssaal Judenbad, Mitte des 12. Jahrhunderts | weitere Bilder Fotos hochladen          |
| Wohn- und Geschäftshaus                                | Hochstraße 61 Lage                          | 1787                               | Mansarddachbau, bezeichnet 1787 | Fotos hochladen                         |
| Wohn- und Geschäftshaus                                | Hochstraße 63 Lage                          | Ende des 18. Jahrhunderts          | dreigeschossiger Mansardwalmdachbau, Ende des 18. Jahrhunderts | Fotos hochladen                         |
| Haus zum Schwan                                        | Hochstraße 72 Lage                          | 16. Jahrhundert                    | dreigeschossiger Putzbau, spätgotisches Portal, im Kern aus dem 16. Jahrhundert, im 17. Jahrhundert überformt | Fotos hochladen                         |
| Wohn- und Geschäftshaus                                | Hochstraße 74 Lage                          | 16. Jahrhundert                    | dreigeschossiges Wohn- und Geschäftshaus, Volutengiebel, im Kern aus dem 16. Jahrhundert | Fotos hochladen                         |
| Wohn- und Geschäftshaus                                | Hochstraße 76/78 Lage                       | 1595                               | dreigeschossiger Putzbau, bezeichnet 1595; in der Wand Engel über Krone, 14. Jahrhundert; rückwärtig Anbauten, teilweise Fachwerk | Fotos hochladen                         |
| Wohn- und Geschäftshaus                                | Hochstraße 82/84 Lage                       | 1841                               | Nr. 84 dreigeschossiger Mansarddachbau, bezeichnet 1841, 1947 verändert; Nr. 82 dreigeschossiges spätklassizistisches Wohn- und Geschäftshaus, bezeichnet 1848, Nikolausskulptur, 1841 | Fotos hochladen                         |
| Evangelische Christuskirche                            | Hochstraße 86 Lage                          | Ende des 13. Jahrhunderts          | ehemalige Minoritenklosterkirche, asymmetrische zweischiffige Hallenkirche, Ende des 13. Jahrhunderts bis 1450, Chor aus der ersten Hälfte des 14. Jahrhunderts, Langhaus bis zum vierten Joch um 1300; Reste der Klostergebäude und des Kreuzgangs, 17. Jahrhundert; Gesamtanlage                                                         | weitere Bilder Fotos hochladen          |
| Wohn- und Gasthaus                                     | Hochstraße 97 Lage                          | 1727                               | Fachwerkhaus, teilweise massiv, abgewalmtes Mansarddach, bezeichnet 1727 | Fotos hochladen                         |
| Stadtmuseum                                            | Hochstraße 99 Lage                          | 1594 bis 1600                      | ehemaliges Haus derer von der Leyen; Putzbau, Spätrenaissance, 1594 bis 1600, Mansarddach aus dem 18. Jahrhundert; rückwärtig viereckiger Turm und verglaste Fachwerk-Loggia | weitere Bilder Fotos hochladen          |
| Portal                                                 | Holzgasse, an Nr. 2 Lage                    | 1592                               | Portal, bezeichnet 1592 | BW                                      |
| Wohnhaus                                               | Holzgasse 4 Lage                            | 18. Jahrhundert                    | Mansarddachbau, Doppeldurchfahrt in Basaltrahmung, 18. Jahrhundert, im Kern eventuell älter | BW                                      |
| Kreuzwegstation                                        | Karolingerstraße, gegenüber Nr. 14 Lage     |                                    | Kreuzwegstation | BW                                      |
| Orgel                                                  | Karolingerstraße, in Nr. 59 Lage            | 19. Jahrhundert                    | Stumm-Orgel, 19. Jahrhundert, im Neubau der Peterskirche | BW                                      |
| Wohnhäuser                                             | Kastanienallee 6–18 Lage                    | um 1910/20                         | Doppel- und Dreifachhäuser, Backstein, um 1910/20 | BW                                      |
| Villa                                                  | Kirchberg 13 Lage                           | 1912–14                            | neugotische Villa, 1912–14 | Fotos hochladen                         |
| Wohnhaus                                               | Kirchgässchen 1 Lage                        | 1590                               | Putzbau, bezeichnet 1590, Hofeinfahrt bezeichnet 1765; Takenplatte | BW                                      |
| Kapelle                                                | Kirchhofsweg, bei Nr. 19 Lage               | erste Hälfte des 19. Jahrhunderts  | Kapelle, erste Hälfte des 19. Jahrhunderts; Wegekreuz, bezeichnet 1773 | BW                                      |
| Portal                                                 | Kirchstraße, an Nr. 7 Lage                  | 1799                               | Portal, bezeichnet 1799 | BW                                      |
| Skulpturen                                             | Kirchstraße, an Nr. 11 Lage                 | 16. Jahrhundert                    | Schmerzensmann, wohl aus dem 16. Jahrhundert, Weiberner Tuff mit 2012 erneuerter Farbfassung, Kreuz aus Basaltlava zugehörig, Sockelstein 2012 erneuert, Schutzdach aus dem 19. Jahrhundert; Josefsskulptur, 19. Jahrhundert, Terracotta mit Fassung                                                                                       | weitere Bilder Fotos hochladen          |
| Katholische Pfarrkirche Maria Himmelfahrt              | Kirchstraße 13 Lage                         | nach 1198                          | sogenannte Liebfrauenkirche; dreischiffige querhauslose Emporenbasilika, Doppelturmfassade, Baubeginn nach 1198, erstes Viertel des 13. Jahrhunderts, nördlicher Chorflankenturm Rest eines Vorgängers vom Anfang des 12. Jahrhunderts, Tympanon des Südportals, Bildhauer wohl der Laacher Samsonmeister                                  | weitere Bilder Fotos hochladen          |
| Portal                                                 | Kirchstraße, an Nr. 15a Lage                |                                    | barockes Portal und Mauerteil | BW                                      |
| Wohnhaus                                               | Kirchstraße 19 Lage                         | 1577                               | Mansardwalmdachbau, 18. Jahrhundert, im Kern älter (bezeichnet 1577) | BW                                      |
| Rote Schule                                            | Kirchstraße 25 Lage                         | um 1900                            | mehrflügeliger Backsteinbau, um 1900 | BW                                      |
| Wohnhaus                                               | Kirchstraße 28 Lage                         | 18. Jahrhundert                    | Putzbau, 18. Jahrhundert | BW                                      |
|                                                        | Kirchstraße 30 Lage                         | 1294                               | Bruchsteinbau von 1294, gotische Fensterpaare | BW                                      |
| Wegekreuz, Grabmäler, Bogen                            | Koblenzer Straße, auf dem Friedhof Lage     | ab 1668                            | vor dem Eingang Wegekreuz, bezeichnet 1668; sieben Grabkreuze, vornehmlich aus dem 18. und 19. Jahrhundert; Grabstätte Dubusc, 1920er Jahre; expressionistische Grabstätte Weisheimer, um 1910/20; neuromanischer Eingangsbogen, bezeichnet 1906                                                                                           | BW                                      |
| Amtsgericht                                            | Koblenzer Straße 6 Lage                     | um 1900                            | späthistoristischer Sandsteinquaderbau, staufisch-spätgotische Mischformen, Walmdach, um 1900 | Fotos hochladen                         |
| Schulhaus                                              | Koblenzer Straße 8 Lage                     | zweite Hälfte des 19. Jahrhunderts | ehemalige Landwirtschaftsschule; Basaltquaderbau, Schwebegiebel im Schweizer Stil, zweite Hälfte des 19. Jahrhunderts; Kreuzwegstation, Stelenform | BW                                      |
| Villa                                                  | Koblenzer Straße 9 Lage                     | um 1920                            | Villa, um 1920 | BW                                      |
| Wohnhaus                                               | Koblenzer Straße 10 Lage                    | um 1870                            | Basaltquaderbau, klassizistischer Giebel mit Relief, um 1870 | Fotos hochladen                         |
| Wohnhaus                                               | Koblenzer Straße 12 Lage                    | um 1870                            | Basaltquaderbau, italienisierender Stil, um 1870 | BW                                      |
| Wohnhaus                                               | Koblenzer Straße 14 Lage                    | Ende des 19. Jahrhunderts          | Basaltquaderbau mit Sandsteingliederung, Ende des 19. Jahrhunderts | BW                                      |
| Wohnhaus                                               | Koblenzer Straße 15 Lage                    | Ende des 19. Jahrhunderts          | dreigeschossiger Mansarddachbau, Neurenaissance, Ende des 19. Jahrhunderts | BW                                      |
| Villa                                                  | Koblenzer Straße 23 Lage                    | 1920er Jahre                       | eingeschossiger Mansardwalmdachbau, 1920er Jahre | BW                                      |
| Wohnhaus                                               | Koblenzer Straße 29 Lage                    | Ende des 19. Jahrhunderts          | zweieinhalbgeschossiger anspruchsvoller Putzbau, kolossale Ordnung, Ende des 19. Jahrhunderts | BW                                      |
| Rheinkran                                              | Kölner Straße Lage                          | 1556                               | eingeschossiger runder Putzbau, Aufsatz in Renaissanceformen, Kielbogentür, bezeichnet 1556, nach Plänen des Kölner Werkmeisters Clais Meußgin | weitere Bilder Fotos hochladen          |
| Villa Michels                                          | Kölner Straße 4 Lage                        | 1897                               | stattliche neubarocke Villa, 1897; Gesamtanlage mit Garten, Zaun etc.; bauliche Gesamtanlage | weitere Bilder Fotos hochladen          |
| Villa                                                  | Konrad-Adenauer-Allee 4 Lage                | um 1900                            | große Tuffsteinvilla, um 1900 | BW                                      |
| Hotel Anker                                            | Konrad-Adenauer-Allee 28 Lage               | 1910/20                            | dreigeschossiger neuklassizierender Putzbau, vorgesetzte Galerie, 1910/20 | weitere Bilder Fotos hochladen          |
| Wohnhaus                                               | Krahnenbergstraße 11 Lage                   | um 1900                            | Basaltbruchsteinbau, Tufflisenen, Fachwerkgiebel, um 1900 | Fotos hochladen                         |
| Villa Marianna                                         | Krahnenbergstraße 23 Lage                   | um 1900                            | gotisierender Walmdachbau, um 1900 | weitere Bilder Fotos hochladen          |
| Villa                                                  | Ludwigstraße 3 Lage                         | um 1900                            | stattliche neubarocke Villa, um 1900; Gesamtanlage mit Garten | BW                                      |
| Wohnhaus                                               | Ludwigstraße 4/6 Lage                       | um 1910/20                         | stattliches Doppelhaus, um 1910/20 | BW                                      |
| Nische                                                 | Marktgasse, an Nr. 6 Lage                   | 1775                               | barocke Nische, 1775 | BW                                      |
| Wohnhaus                                               | Marktplatz 10 Lage                          | 18. Jahrhundert                    | Massivbau mit teilweise vorgeblendetem Fachwerk, Mansarddach, 18. Jahrhundert, rückwärtig spätgotisches Portal | weitere Bilder Fotos hochladen          |
| Kreuz                                                  | Marktplatz, vor Nr. 14 Lage                 | 18. Jahrhundert                    | Kreuz, wohl aus dem 18. Jahrhundert | weitere Bilder Fotos hochladen          |
| Wohn- und Geschäftshaus                                | Marktplatz 15 Lage                          | 1900                               | späthistoristischer Putzbau, bezeichnet 1900 | weitere Bilder Fotos hochladen          |
| Portal                                                 | Marktplatz, an Nr. 17 Lage                  | 1689                               | Oberlichttür, bezeichnet 1689 | Fotos hochladen                         |
| Spolien                                                | Mauerstraße                                 |                                    | Kapitellreste | Direkt Bild zu diesem Denkmal hochladen |
| Portal                                                 | Mauerstraße, an Nr. 26 Lage                 | 1930er Jahre                       | Oberlichtportal, bezeichnet 1616, wohl eher aus den 1930er Jahren | BW                                      |
| Wohnhaus                                               | Meringstraße 7 Lage                         | 16. oder 17. Jahrhundert           | Fachwerkhaus, verputzt, im Kern aus dem 16. oder 17. Jahrhundert | BW                                      |
| Wohnhaus                                               | Neugasse 5 Lage                             | 18. Jahrhundert                    | dreigeschossiger Mansardwalmdachbau, 18. Jahrhundert | BW                                      |
| Burscheider Hof                                        | Neugasse 7 Lage                             |                                    | Burscheider Hof; historischer Keller | BW                                      |
| Wohnhaus                                               | Neugasse 10 Lage                            | 16. Jahrhundert                    | dreigeschossiger Putzbau, im Kern wohl aus dem 16. Jahrhundert | BW                                      |
| Spolien                                                | Neugasse, an Nr. 14 Lage                    |                                    | Reste eines mittelalterlichen Hauses, romanischer Bogen, vermauertes gotisches Türgewände | BW                                      |
| Maske                                                  | Obere Wallstraße, an Nr. 17 Lage            | 1783                               | Löwenmaske, 1783 | BW                                      |
| Läufkreuz                                              | Obere Wallstraße, Ecke Läufstraße Lage      | 14. Jahrhundert                    | Kreuz, 14. Jahrhundert | weitere Bilder Fotos hochladen          |
| Haus Zum Grüneberg                                     | Rheinstraße 4 und 6 Lage                    | Mitte des 18. Jahrhunderts         | spätbarocker Mansarddachbau, Mitte des 18. Jahrhunderts; Spolien eines Renaissancebaus, spätes 16. Jahrhundert | BW                                      |
| Nische                                                 | Rheinstraße, an Nr. 9 Lage                  |                                    | spätgotische Nische | BW                                      |
| Wohnhaus                                               | Rheinstraße 18 Lage                         | 1710                               | mehrteiliger Putzbau, bezeichnet 1710, mit zwei Torbögen, jeweils bezeichnet 1703 und 1783 | BW                                      |
| Skulptur                                               | Rheinstraße, Ecke Mauerstraße Lage          | 18. Jahrhundert                    | Nikolausskulptur, 18. Jahrhundert | BW                                      |
| Heiligenhäuschen                                       | Roonstraße, vor Nr. 21 Lage                 | 18. Jahrhundert                    | Heiligenhäuschen, barocke Josefskulptur, 18. Jahrhundert | weitere Bilder Fotos hochladen          |
| Kreuzwegstation                                        | Roonstraße, Ecke Ubierstraße Lage           |                                    | Kreuzwegstation | BW                                      |
| Friedhofskapelle St. Michael                           | Salentinstraße Lage                         | um 1210/20                         | ehemalige Friedhofskapelle des Augustinerinnenklosters St. Maria vor den Toren; spätromanischer Tuffquaderbau, um 1210/20, „Wasserturm“ | weitere Bilder Fotos hochladen          |
| Wohnhaus                                               | Schaarstraße 8 Lage                         | 18. Jahrhundert                    | Putzbau, Fachwerkgiebel, im Kern wohl aus dem 18. Jahrhundert, Erweiterung 1807 | BW                                      |
| Torbogen                                               | Schaarstraße, an Nr. 8a Lage                | 1640                               | Torbogen, bezeichnet 1640, Keilstein bezeichnet 1808 | BW                                      |
| Maske                                                  | Schafbachstraße, an Nr. 22 Lage             |                                    | kleine Maske | BW                                      |
| Wohnhaus                                               | Scheidsgasse 24 Lage                        | 1920er Jahre                       | eingeschossiger Mansarddachbau, 1920er Jahre | weitere Bilder Fotos hochladen          |
| Wohnhaus                                               | Steinweg 8 Lage                             |                                    | dreigeschossiger Putzbau, spätgotisches Flachbogenportal, rückwärtig Fachwerk | Fotos hochladen                         |
| Wohn- und Geschäftshaus                                | Steinweg 10 Lage                            | 17. Jahrhundert                    | Zweiflügelbau; älterer Flügel mit abgetrepptem Giebel, 17. Jahrhundert oder früher, im 19. Jahrhundert verändert; jüngerer Flügel mit Mansarddach, 18. Jahrhundert | Fotos hochladen                         |
| Wohnhaus                                               | Steinweg 16 Lage                            | 1562                               | Putzbau der Herren von Schilling, bezeichnet 1691 und 1562 | weitere Bilder Fotos hochladen          |
| Himmeroder Hof                                         | Steinweg 27 Lage                            | 1702                               | Kapelle, bezeichnet 1702, Torbogen bezeichnet 1704; Wohnhaus, im Kern mittelalterlich, 1895 überformt, Neurenaissance; Remise mit Hofeinfahrt und Tor, 1774; Gesamtanlage | weitere Bilder Fotos hochladen          |
| Wohnhaus                                               | Steinweg 29 Lage                            | 19. Jahrhundert                    | dreigeschossiger Putzbau, 19. Jahrhundert | BW                                      |
| Alte Kanzlei                                           | Steinweg 30 Lage                            | 1677                               | Gerichtsschreiberhaus des hohen Ritterschöffengerichts; Putzbau, bezeichnet 1677, Hinterhaus Fachwerk, Remise; bauliche Gesamtanlage | weitere Bilder Fotos hochladen          |
| Wohnhaus                                               | Wilhelmstraße 3 Lage                        |                                    | neubarocker Mansardwalmdachbau | BW                                      |
| Wohnhaus                                               | Wilhelmstraße 6 Lage                        | um 1900/10                         | Jugendstilbau, aufwendiger Giebelerker, um 1900/10 | Fotos hochladen                         |
| Wohnhaus                                               | Wilhelmstraße 8 Lage                        |                                    | Jugendstilbau | Fotos hochladen                         |
| Wegekreuz                                              | südlich der Stadt am Neuborner Hof Lage     | 17. Jahrhundert                    | Wegekreuz, 17. Jahrhundert; drei Grenzsteine | BW                                      |
| Meilenstein                                            | westlich der Stadt an der alten B 9         | 1820                               | preußischer Ganzmeilenstein, Basaltobelisk mit seitlichen Sitzplätzen, 1820 | Fotos hochladen                         |
| Fährturm                                               | westlich der Stadt an der alten B 9 Lage    | 1701                               | oktogonaler Turm, Pyramidaldach, 19. Jahrhundert, Pegelturm 1701 | weitere Bilder Fotos hochladen          |
| Bildstock                                              | westlich der Stadt                          | 1823                               | Bildstock, bezeichnet 1823 | Direkt Bild zu diesem Denkmal hochladen |
| Wegekreuz                                              | westlich des Marienstätter Hofs Lage        | 1669                               | Wegekreuz, bezeichnet 1669 | Fotos hochladen                         |

### Ehemalige Kulturdenkmäler
| Bezeichnung | Lage                | Baujahr                              | Beschreibung                                                                                            | Bild |
| ----------- | ------------------- | ------------------------------------ | --- | ---- |
| Wohnhaus    | Kirchstraße 30 Lage | 15. oder Anfang des 16. Jahrhunderts | Bruchsteinbau, im Kern wohl aus dem 15. oder vom Anfang des 16. Jahrhunderts; aus Denkmalliste gelöscht | BW   |

## Eich

### Denkmalzonen
| Bezeichnung                    | Lage                                | Baujahr         | Beschreibung | Bild |
| ------------------------------ | ----------------------------------- | --------------- | --- | ---- |
| Denkmalzone Krayer Hof         | nordwestlich des Ortes Lage         |                 | Wasserburg, im Kern spätgotisch, im 17. Jahrhundert ausgebaut, Gräben verlandet; zweigeschossigen Putzbau mit steilem Walmdach und Eckrundturm, quadratischer Turm mit Fachwerkflügel, Torturm, veränderter Scheunenbau; bauliche Gesamtanlage | BW   |
| Denkmalzone Mennonitenfriedhof | westlich des Ortes an der K 58 Lage | 19. Jahrhundert | Mennonitenfriedhof; Wegweiserstein, kleiner Obelisk, 19. Jahrhundert; Bildstock, bezeichnet 1840, eventuell älter | BW   |

### Einzeldenkmäler
| Bezeichnung                       | Lage                                 | Baujahr                   | Beschreibung                                                                                       | Bild                           |
| --------------------------------- | ------------------------------------ | ------------------------- | -------------------------------------------------------------------------------------------------- | ------------------------------ |
| Wegekreuz                         | Burgstraße, am Friedhof Lage         | 1885                      | Wegekreuz, bezeichnet 1885                                                                         | BW                             |
| Hofanlage                         | Eicher Straße 6 Lage                 | Ende des 19. Jahrhunderts | Streckhof; Basaltbruchsteinbau, Ende des 19. Jahrhunderts, Scheune 1861, Schmiede; Gesamtanlage    | BW                             |
| Katholische Pfarrkirche St. Maria | Eicher Straße 31 Lage                | 1896/97                   | neugotische Hallenkirche, romanischer Turm, 1896/97, Architekt Anton Becker, Bonn; Wegekreuz, 1682 | weitere Bilder Fotos hochladen |
| Wegekreuz                         | Eicher Straße, Ecke Schulstraße Lage | 1692                      | Wegekreuz, Nischentyp, bezeichnet 1692                                                             | BW                             |
| Wegekreuz                         | nordwestlich des Ortes Lage          | 1646                      | Wegekreuz, bezeichnet 1646; daneben Wegweiserstein (?)                                             | BW                             |

## Kell

### Einzeldenkmäler
| Bezeichnung                           | Lage                                                   | Baujahr                   | Beschreibung | Bild                                    |
| ------------------------------------- | ------------------------------------------------------ | ------------------------- | --- | --------------------------------------- |
| Bildstock                             | Am Mönchshof Lage                                      | 16. oder 17. Jahrhundert  | Bildstock, 16. oder 17. Jahrhundert | BW                                      |
| Wegekreuz                             | Brohltalstraße Lage                                    | 1659                      | Wegekreuz, Nischentyp, bezeichnet 1659 | BW                                      |
| Wohnhaus                              | Im Sonnenwinkel 1 Lage                                 | 18. Jahrhundert           | Fachwerkhaus, teilweise massiv, 18. Jahrhundert | BW                                      |
| Wegekreuz                             | Laacher Straße Lage                                    | 1679                      | Wegekreuz, bezeichnet 1679; daneben Wegweiserstein (?) | BW                                      |
| Hofanlage                             | Laacher Straße 6 Lage                                  | 18. und 19. Jahrhundert   | Dreiseithof, 18. und 19. Jahrhundert; Wohnhaus, teilweise Fachwerk, mit Mansarddach, bezeichnet 1789; bauliche Gesamtanlage | BW                                      |
| Wohnhaus                              | Laacher Straße 25 Lage                                 | 17. oder 18. Jahrhundert  | Fachwerkhaus, teilweise massiv, verputzt, 17. oder 18. Jahrhundert | BW                                      |
| Wohnhaus                              | Laacher Straße 33 Lage                                 | 18. Jahrhundert           | Walmdachbau, eternitverkleidet, 18. Jahrhundert; angrenzend Hofreite mit Fachwerkscheunen | BW                                      |
| Brunnen                               | Laacher Straße, Ecke Brohltalstraße Lage               | Ende des 19. Jahrhunderts | Schwengelpumpe, Rheinböllener Hütte (?), Ende des 19. Jahrhunderts | BW                                      |
| Katholische Pfarrkirche St. Lubentius | Lubentiusgasse Lage                                    | 1744/45                   | romanischer Turm, barocke Erhöhung, bezeichnet 1744; Chor 1744/45, neugotische zweischiffige Halle, 1902/03, Architekt Lubens Mandt, Düsseldorf; in der Kirchhofsmauer sechs Grabkreuze, 18. Jahrhundert; Grabplatte; Grabkreuz, 18. Jahrhundert; Wegekreuz, bezeichnet 1679; Kreuz; Ölbergrelief, 19. Jahrhundert; Gesamtanlage | weitere Bilder Fotos hochladen          |
| Quereinhaus                           | Schmiedsgasse 2 Lage                                   | 1863                      | Fachwerk-Quereinhaus, teilweise massiv, bezeichnet 1863 | BW                                      |
| Wohnhaus                              | Welchengasse 1 Lage                                    | 1698                      | Fachwerkhaus, teilweise massiv, bezeichnet 1698, Umbau und Aufstockung im 19. Jahrhundert | BW                                      |
| Friedhofskreuz und Grabkreuz          | Zum Eichenhain, auf dem Friedhof Lage                  | 1864                      | Friedhofskreuz, bezeichnet 1864; gusseisernes Kreuz, Rheinböllener Hütte, 19. Jahrhundert | BW                                      |
| Wegekreuz                             | nordöstlich des Ortes am Geishügelhof Lage             | 18. Jahrhundert           | Wegekreuz, 18. Jahrhundert | BW                                      |
| Bildstock                             | südöstlich des Ortes an der Krayermühle Lage           |                           | neugotischer Bildstock mit spätgotischer Muttergottes | BW                                      |
| Grabkreuz                             | südwestlich des Ortes an der K 57 Lage                 |                           | Grabkreuz | BW                                      |
| Wegekreuz                             | westlich des Ortes                                     | 17. Jahrhundert           | Wegekreuz, Typus des 17. Jahrhunderts | Direkt Bild zu diesem Denkmal hochladen |
| Brunnenanlage                         | westlich des Ortes an der L 113 in Bad Tönisstein Lage | 18. Jahrhundert           | von der barocken Schlossanlage erhalten die Brunnenanlage: abgesenkte Fläche mit Einfassungsmauer und Brunnenhaus: Zentralbau, siebenseitiger Pavillon auf vier Basaltsäulen, 18. Jahrhundert, Brunneneinfassung, bezeichnet 1700                                                                                                | Fotos hochladen                         |
| Kurhaus                               | westlich des Ortes an der L 113 in Bad Tönisstein Lage | um 1910/20                | ehemaliges Kurhaus (jetzt Seniorenresidenz); Putzbau um 1910/20; neubarockes Portal mit Wappen des Kurfürsten Clemens August von Köln; innen Stuckdecken | Fotos hochladen                         |
| Klosterruine Tönisstein               | westlich des Ortes an der L 113 in Bad Tönisstein Lage | 1463                      | auch Kloster Antoniusstein; von dem 1463 gegründeten Karmeliterkloster erhalten zwei Mauerzüge der 1498 vollendeten Kirche und Mauerzug des barocken Klostergebäudes sowie Keller | weitere Bilder Fotos hochladen          |

## Miesenheim

### Denkmalzonen
| Bezeichnung                    | Lage                       | Baujahr                 | Beschreibung                           | Bild                           |
| ------------------------------ | -------------------------- | ----------------------- | -------------------------------------- | ------------------------------ |
| Denkmalzone Jüdischer Friedhof | südwestlich des Ortes Lage | 19. und 20. Jahrhundert | 68 Grabstelen, 19. und 20. Jahrhundert | weitere Bilder Fotos hochladen |

### Einzeldenkmäler
| Bezeichnung                   | Lage                                               | Baujahr                   | Beschreibung | Bild                           |
| ----------------------------- | -------------------------------------------------- | ------------------------- | --- | ------------------------------ |
| Kapelle                       | Jahnstraße, bei Nr. 22 Lage                        | 1710                      | Votivkapelle auf vier Säulen, bezeichnet 1710 | Fotos hochladen                |
| Katholische Kirche St. Kastor | Jahnstraße 33 Lage                                 | 1891                      | neuspätromanische und neufrühgotische Basilika, 1891, Architekt Wilhelm Hector, Saarbrücken; drei Grabkreuze; Kriegerdenkmal, von vier Adlern bekrönter, reliefierter Pylon; Gesamtanlage mit Pfarrhaus | BW                             |
| Wohnhaus                      | Mittelstraße 5 Lage                                | 18. Jahrhundert           | Fachwerkhaus, teilweise massiv, verputzt, Krüppelwalmdach, wohl aus dem 18. Jahrhundert | BW                             |
| Kirchturm                     | Mittelstraße, hinter Nr. 17 Lage                   | Ende des 12. Jahrhunderts | Turm der alten Pfarrkirche; romanischer Turm, Ende des 12. Jahrhunderts; Kreuzigungsrelief, Basalt, 16. Jahrhundert; Platte, bezeichnet 1779; bauliche Gesamtanlage mit Stützmauern und ehemaligem Pfarrhaus | Fotos hochladen                |
| Kapelle                       | Nettestraße Lage                                   | Ende des 19. Jahrhunderts | neugotischer Backsteinbau, Ende des 19. Jahrhunderts | Fotos hochladen                |
| Villa                         | Neuwieder Straße 23 Lage                           | 1901                      | Tuffsteinvilla, bezeichnet 1901, Jugendstilgitterzaun; Gesamtanlage | BW                             |
| Wohnhaus                      | Rauscherstraße 16 Lage                             | 1910                      | Putzbau, polygonaler Treppenturm, bezeichnet 1910 | BW                             |
| Wohnhaus                      | Ringstraße 26 Lage                                 | um 1900/10                | Krüppelwalmdachbau, grüner Klinker, Jugendstil, um 1900/10 | BW                             |
| Wohnhaus                      | Ringstraße 27 Lage                                 | um 1800                   | Fachwerkhaus, teilweise massiv, Krüppelwalmdach, im Kern wohl aus dem späten 18. oder frühen 19. Jahrhundert | BW                             |
| Gut Nettehammer               | nordöstlich des Ortes Lage                         | Ende des 19. Jahrhunderts | mehrteiliges späthistoristisches Wohnhaus, Treppenturm; Stallremisen, teilweise Fachwerk; Fachwerkhäuser, teilweise massiv; Fachwerk-Stall- und Scheunentrakt, Krüppelwalmdach; Ruine eines Wohnhauses, Neurenaissance, bezeichnet 1898; Ökonomietrakt, 1891; gesamter Baukomplex mit Werkbauten, Mühle, Hammer, Gartenanlage und Brücke Gesamtanlage | weitere Bilder Fotos hochladen |
| Kapelle                       | östlich des Ortes Lage                             | 1848                      | Kreuzwegkapelle; quadratischer Bau, 1848; barockes Kruzifix (?) | BW                             |
| Wegekreuz                     | südlich des Ortes an der K 63 Richtung Saffig Lage | 1719                      | Wegekreuz, bezeichnet 1719 | BW                             |

## Namedy

### Denkmalzonen
| Bezeichnung               | Lage                    | Baujahr | Beschreibung | Bild                           |
| ------------------------- | ----------------------- | ------- | --- | ------------------------------ |
| Denkmalzone Burg Namedy   | Schlossstraße Lage      | 1355    | ursprünglich Wasserburg des Andernacher Patriziergeschlechts Hausmann von Namedy; Hauptbau: L-förmige Anlage mit zwei Ecktürmen, bezeichnet 1355, kleiner Treppenturm bezeichnet 1353, jüngerer Teil bezeichnet 1701 und 1706, zweite Obergeschoss 1896–98; Renaissance-Erweiterungsflügel mit Treppenturm, bezeichnet 1554, Ende des 19. oder Anfang des 20. Jahrhunderts Ausbau zu hufeisenförmiger Anlage; vorburgartiger hakenförmiger Wirtschaftstrakt, bezeichnet 1650 und 1703; Remise, eingeschossiges Fachwerkhaus, Tor um 1700, großer Park; bauliche Gesamtanlage | weitere Bilder Fotos hochladen |
| Denkmalzone Schlossstraße | Schlossstraße 5–15 Lage | 1909–11 | drei hufeisenförmig angeordnete Doppelhäuser, neubarocke Mansarddachbauten, 1909–11, Architekt C. Kroth | weitere Bilder Fotos hochladen |

### Einzeldenkmäler
| Bezeichnung                              | Lage                                 | Baujahr                            | Beschreibung | Bild                           |
| ---------------------------------------- | ------------------------------------ | ---------------------------------- | --- | ------------------------------ |
| Wohnhaus                                 | Hauptstraße 34 Lage                  | 19. Jahrhundert                    | Fachwerkhaus, teilweise massiv, verputzt, wohl aus dem 19. Jahrhundert | Fotos hochladen                |
| Bildstock                                | Hauptstraße, gegenüber Nr. 173 Lage  | 16. Jahrhundert                    | Bildstock, Schöpflöffelform, 16. Jahrhundert | Fotos hochladen                |
| Kohlensäurewerk                          | Hauptstraße 185 Lage                 |                                    | ehemaliges Kohlensäurewerk; mehrgliedriger Industriekomplex | Fotos hochladen                |
| Kapelle                                  | Hauptstraße, Ecke Mittelpfad Lage    | 17. Jahrhundert                    | Wegekapelle, barocke Bartholomäusskulptur, 17. Jahrhundert | Fotos hochladen                |
| Wohnhaus                                 | Schlossstraße 1 Lage                 | 1909–11                            | neubarocker Pyramidaldachbau, 1909–11 | BW                             |
| Wohnhaus                                 | Schlossstraße 35 Lage                | 1920er Jahre                       | neubarocker Putzbau, 1920er Jahre | Fotos hochladen                |
| Brunnen                                  | Schlossstraße, gegenüber Nr. 39 Lage | zweite Hälfte des 19. Jahrhunderts | Schwengelpumpe, Rheinböllener oder Sayner Hütte, zweite Hälfte des 19. Jahrhunderts | Fotos hochladen                |
| Alte Schmiede                            | Schlossstraße 52 Lage                | um 1920                            | eingeschossiger Putzbau, Mansardwalmdach, um 1920 | Fotos hochladen                |
| Wohnhaus                                 | Schlossstraße 55 Lage                | 1920er Jahre                       | eingeschossiger Mansardwalmdachbau, Eingangsattika, 1920er Jahre | Fotos hochladen                |
| Katholische Pfarrkirche St. Bartholomäus | Schlossstraße 61 Lage                | erste Hälfte des 13. Jahrhunderts  | spätromanischer Tuffsteinbau, erste Hälfte des 13. Jahrhunderts, zweischiffige Erweiterung 1521, Treppenturm und Dachreiter 1896; quadratischer Pyramidaldachanbau, Beton, 1969/70, Architekt Otto Vogel, Trier; separater moderner Kirchturm; in die Mauer integriert Wegekreuz, bezeichnet 1591; Kriegerdenkmal, Stele mit heiligem Georg, 1920er Jahre | weitere Bilder Fotos hochladen |